# Port de Paljassaare
Le port de Paljassaare (en estonien : Paljassaare sadam, code EE PAS) est un port maritime situé dans la péninsule de Paljassaare à Tallinn en Estonie.

## Présentation
Le port de Paljassaare est l'un des cinq ports gérés par la société Port of Tallinn.
Il s'agit d'un port de fret principalement spécialisé dans la manutention de marchandises mixtes, de charbon et de produits pétroliers, ainsi que de bois et de denrées périssables. Le port est également utilisé pour les expéditions d'huile de cuisson par la raffinerie voisine.
Le territoire du port s'étend sur 436 000 m2 de terrain et 355 000 m2 d'eau.
Le port dispose de 11 quais d'une longueur totale de 1 859 m. 
La plus grande profondeur au quai est de 9 m.
Le plus grand navire possible : longueur 190 m, largeur 30 m, tirant d'eau 8,6 m.Le territoire du port s'étend sur 436 000 m2 de terre et 355 000 m2 d'eau,.

Les terminaux du port de Paljassaare sont :
- Terminal pétrolier
- Terminal d'huile de cuisson
- Terminal à bois
- Terminal de charbon
- Terminal de marchandises générales[4]
- Terminal de vrac sec

Les navires entrent et sortent du port par un canal (longueur du canal 800 m, largeur 90-150 m, profondeur 9,0 m).

## Galerie

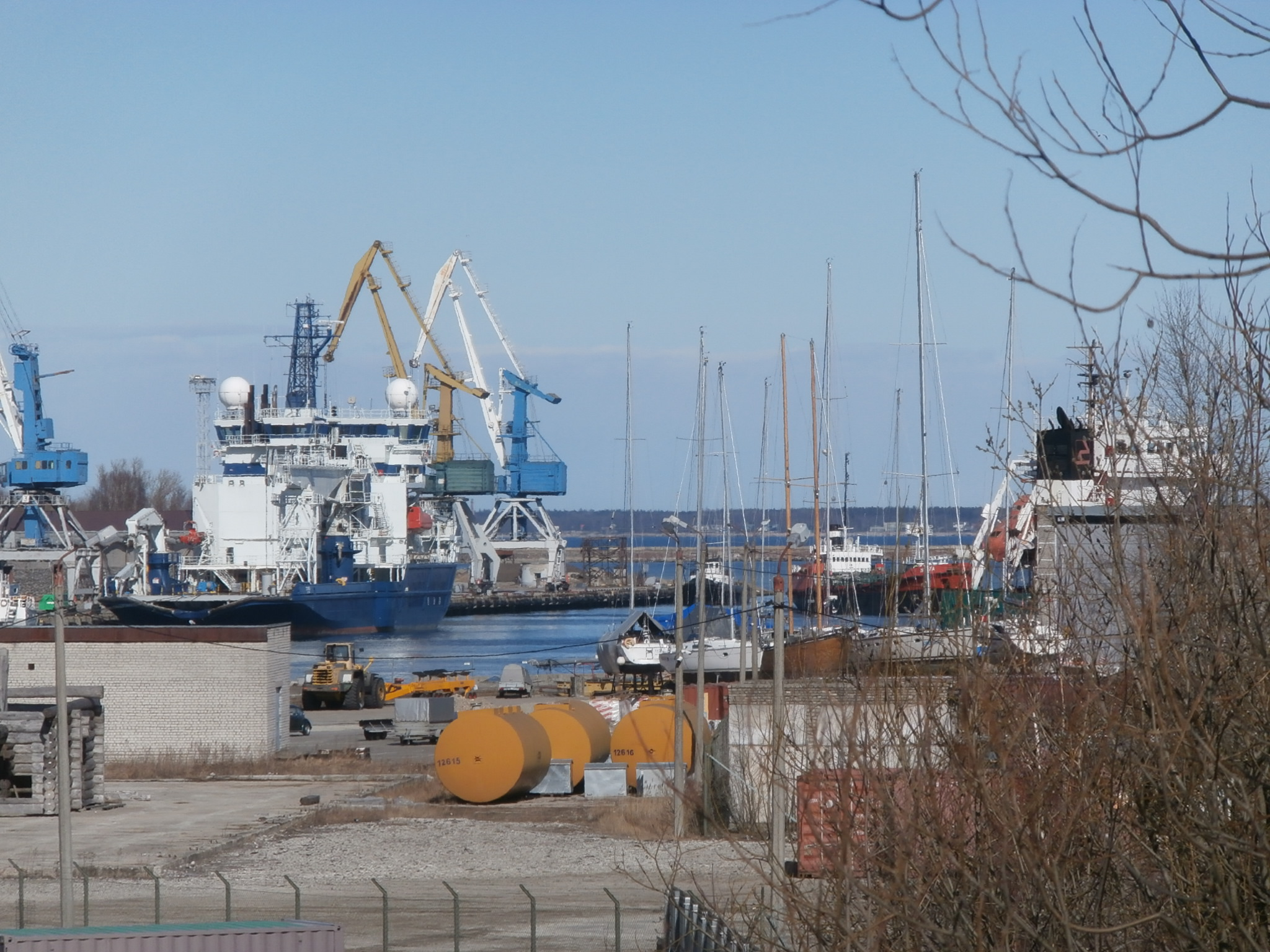
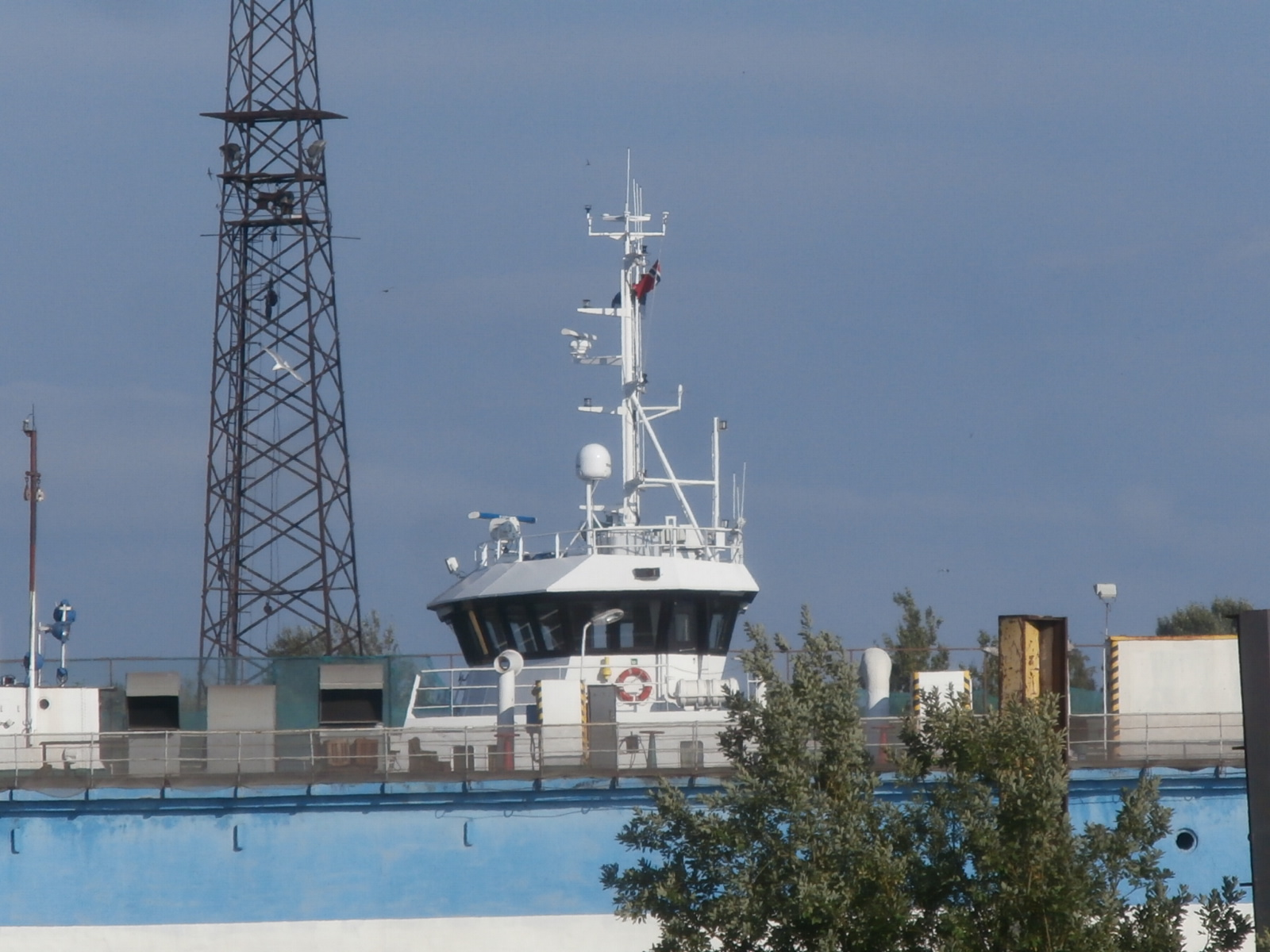
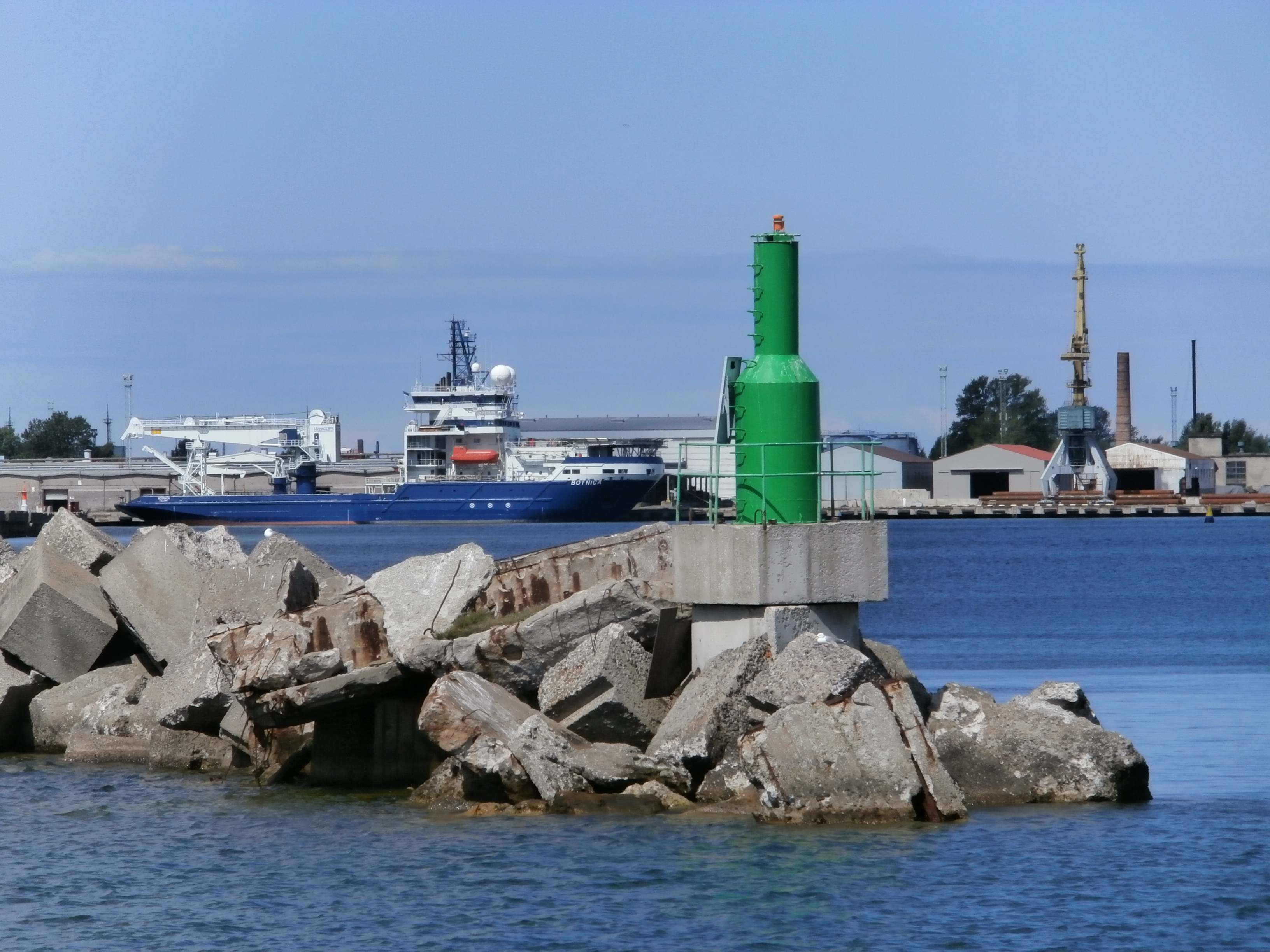
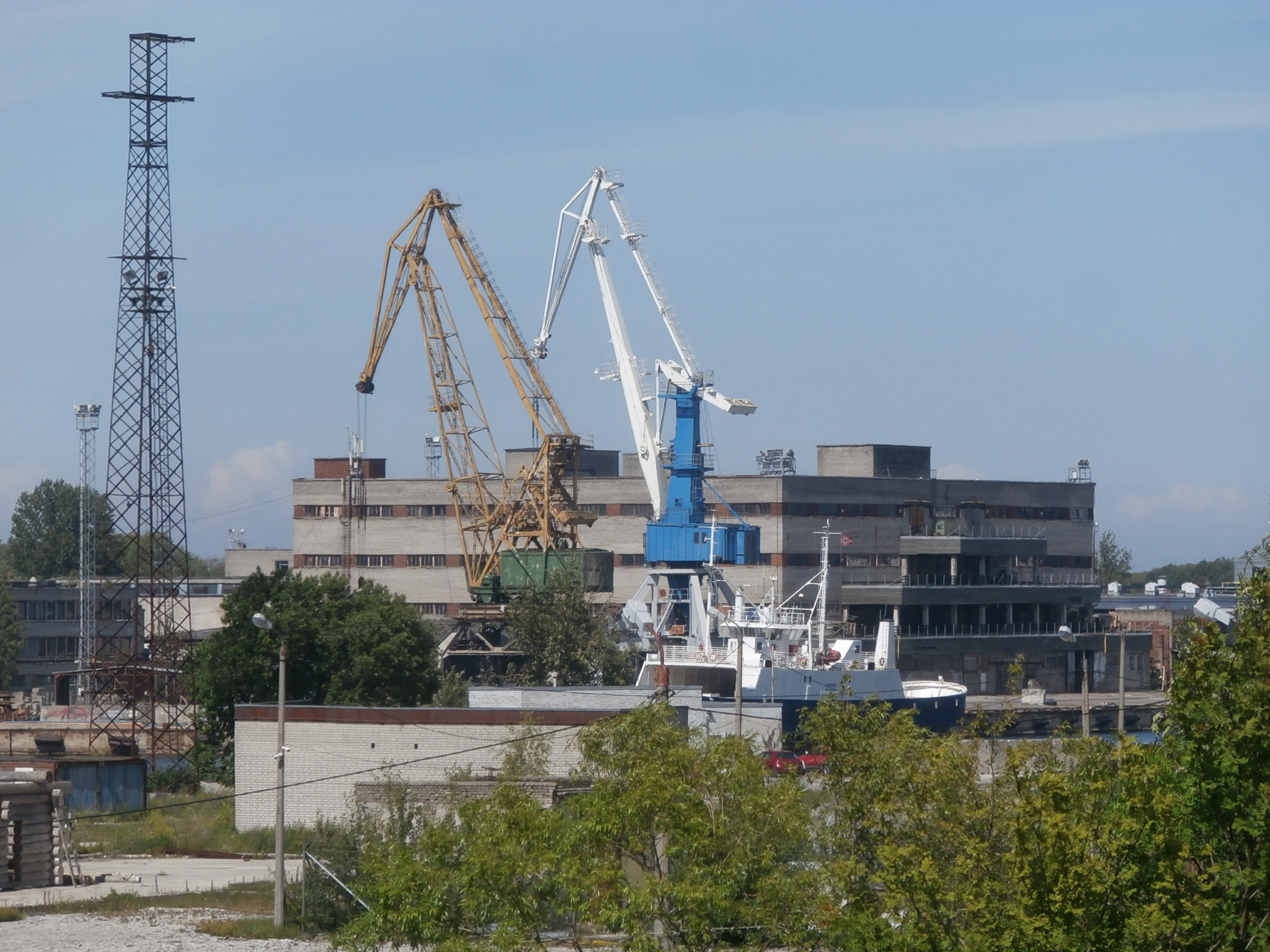